# Stagnicola proxima
Stagnicola proxima är en snäckart. Stagnicola proxima ingår i släktet Stagnicola och familjen dammsnäckor. Inga underarter finns listade i Catalogue of Life.